# Влахово (Рожњава)
Влахово (слч. Vlachovo) насељено је мјесто са административним статусом сеоске општине (слч. obec) у округу Рожњава, у Кошичком крају, Словачка Република.

## Становништво
| Година:    | 1994. | 2004. | 2014.   | 2024.    |
| ---------- | ----- | ----- | ------- | -------- |
| Број људи: | 914   | 914   | 860     | 764      |
| Разлика:   |       | +0 %  | -5,90 % | -11,16 % |

| Година:    | 2023. | 2024. |
| ---------- | ----- | ----- |
| Број људи: | 764   | 764   |
| Разлика:   |       | +0 %  |

Према подацима о броју становника из 2011. године насеље је имало 864 становника.